# Eurostacris corporosa
Eurostacris corporosa är en insektsart som beskrevs av Marius Descamps 1978. Eurostacris corporosa ingår i släktet Eurostacris och familjen Romaleidae. Inga underarter finns listade i Catalogue of Life.